# 1-戊基吲哚
1-戊基吲哚是一种有机化合物，化学式为C13H17N。它可由吲哚和氢化钠反应后，再与1-溴戊烷反应制得。它和二甲基甲酰胺、三氯氧磷反应，可以得到1-戊基吲哚-3-甲醛。